# 高坡镇
高坡镇，是中华人民共和国四川省广元市苍溪县下辖的一个乡镇级行政单位。2020年5月，将原龙洞乡柳溪村、柳河村、普济村所属行政区域划归高坡镇管辖。

## 行政区划
高坡镇下辖以下地区：
双凤社区、双石社区、童家村、柏木村、严家村、松岭村、黄荆村、土寨村、青庙村、红岩村、苍湾村、大坝村、竹林村、梨树村、珍子村、双石村、红茨村、大寨子村、关圣村、天螺村、三垭村、桑茨村、云岩村、水龙村、玉帝村、代庙村和茯苓村。